# Ausschuß für deutsche Einheit
Der Ausschuß für deutsche Einheit war eine Institution der DDR-Regierung für ihre Deutschlandpolitik während des Kalten Krieges.
Die Bildung des Ausschusses wurde am 7. Januar 1954 vom Ministerrat der DDR beschlossen. Mit der Leitung des Ausschusses wurde zunächst der stellvertretende Ministerpräsident und LDPD-Vorsitzende Hans Loch betraut. Zugleich wurde der SED-Funktionär Albert Norden (ab 1955 Sekretär des ZK der SED für Agitation und Propaganda) zum Sekretär des Ausschusses bestellt und amtierte im Rang eines Staatssekretärs. 
Ab Juni 1962 setzte der Ausschuss seine Tätigkeit im Rahmen der Nationalen Front fort, ohne dass darüber in den DDR-Medien offiziell informiert wurde. Im Dezember 1965 stellte er mit der Bildung des Staatssekretariats für gesamtdeutsche Fragen seine Tätigkeit ein.

## Vorsitzende
- Hans Loch (1954–1960)
- Max Suhrbier (1960–1965)

## Sekretäre
- Albert Norden (1954–1955)
- Wilhelm Girnus (1955–1958)
- Adolf Deter (1958–1965)